# Technological Threat
Technological Threat ist ein US-amerikanischer animierter Kurzfilm von Bill Kroyer aus dem Jahr 1988. Er entstand in einer Mischung aus Handzeichnungen und Computeranimation.

## Handlung
Ein Großraumbüro, in dem lauter Füchse arbeiten: Als einer der Arbeiter erschöpft zusammenbricht, erscheint der Chef, öffnet per Knopfdruck eine Luke, die Arbeiter und Schreibtisch im Boden verschwinden lassen, und ein neuer Schreibtisch erscheint. Kurze Zeit später wird der neue Tisch von einem Arbeiterroboter besetzt, der konstant und effektiv arbeitet. Mit der Zeit werden so alle Arbeiter ausgetauscht, sei es weil sie einen Schluck getrunken, gegähnt oder geniest haben. Auch der Chef wird durch einen Roboter ersetzt.
Nur ein Fuchs bleibt zurück, der durch panische Schnellarbeit keinen Entlassungsgrund bietet. Er bekämpft nun die Roboter, stört ihre Funktionsweise, zerschlägt sie oder versenkt sie mithilfe des Knopfes im Boden. Ein einziger Roboter bleibt zurück, der sich nun mit dem Fuchs ein Duell liefert. Als der Roboterchef erscheint und beide auf einer Lukentür stehen und versenkt zu werden drohen, schaffen sie es durch gemeinschaftliches Handeln, stattdessen den Chef selbst zu versenken. Beide stehen gemeinsam an der offenen Luke und starren in die Tiefe. Der Fuchs nutzt die Gelegenheit und stößt auch den letzten Arbeiterroboter in die Tiefe. Allein zurückgeblieben, steckt er sich die fallengelassene Zigarre des Chefs an und ist nun selbst der Chef.

## Auszeichnungen
Technological Threat wurde 1989 für einen Oscar in der Kategorie „Bester animierter Kurzfilm“ nominiert, konnte sich jedoch nicht gegen Tin Toy durchsetzen.
Auf dem Ottawa International Animation Festival gewann Kroyer den OIAF Award für den Besten Film mit einer Länge unter 5 Minuten.